# Pseudodysstroma albovenosata
Pseudodysstroma albovenosata är en fjärilsart som beskrevs av Heydemann 1961. Pseudodysstroma albovenosata ingår i släktet Pseudodysstroma och familjen mätare. Inga underarter finns listade i Catalogue of Life.